# Фадиљ Вокри
Фадиљ Вокри (алб. Fadil Vokrri; Подујево, 23. јул 1960 — Приштина, 9. јун 2018) био је југословенски и албански фудбалер.
Играо је фудбал у периоду од 1980. до 1995. године. По окончању играчке каријере бавио се административним пословима везаним за фудбал, а од 16. фебруара 2008. па све до смрти 9. јуна 2018. обављао је функцију председника Фудбалског савеза Републике Косово.

## Спортска биографија
Фадиљ Вокри је своју фудбалску каријеру са непуних шеснаест година започео у нижеразредном фудбалском клубу ФК Лаб из Подујева. Ту је провео три сезоне и 1980. године прелази у друголигаш ФК Приштину из Приштине.

### Приштина
Са Приштином је успео да се у фудбалској сезони 1982/83. пласира у прву савезну лигу Југославије. Следећа фудбалска сезона 1983/84, је била успешна за ФК Приштину и клуб је заузео осмо место на такмичарској табели, са само једанаест бодова мање од првопласиране Црвене звезде. Следеће две сезоне Приштина 1984/85 и 1985/86, предвођена Вокријем, бележи одличне резултате и задржава се средини табеле тадашње веома јаке прве југословенске лиге. За Приштину је одиграо 84 друголигашких утакмица и постигао је 33 гола и 88 прволигашких утакмица и 22 гола.

### Партизан
Тиму Партизана, тадашњем актуелном прваку Југославије, Вокри се придружио 1986. године. Тада су у Партизану играли Фахрудин Омеровић, Звонко Живковић, Владимир Вермезовић, Владо Чапљић, а тим су напустили многи играчи, отишли за иностранство, међу њима је био и Звонко Варга центарфор и голгетер а несрећно је те Партизанове шампионске сезоне погинуо први голгетер Драган Манце, тако да је Партизану био потребан центарфор и голгетер који је добијен доласком Вокрија. Убрзо је Вокри захваљујући својим играма постао миљеник Партизановог југа и један од стубова тадашње Партизанове игре и дао велики допринос у освајању титуле првака Југославије 1986/87.
У следеће две сезоне Вокри са Партизаном игра значајну улогу у југословенском првенству. Осваја једно друго место 1987/88 и једно шесто место 1988/89.
Највећи успех генерација Партизана, у којој је Вокри играо је освајање југословенског купа 1989. године. Партизан је ову титулу повратио после 32 године. У тој сезони од осмине финала купа тимови су играли две утакмице, једну код куће а другу у гостима. Партизан је освојио куп без изгубљене утакмице и само са једном нерешеном игром. Те године купу Партизан је дао 15 а примио само 5 голова. Финале је одиграно на стадиону ЈНА, што је у оно време било одомаћено. Партизан је играо против Вележа и поразио га је са 6:1. Четврти Партизанов гол је у 55 минуту постигао Фадиљ Вокри.
Тимови су играли у саставу:
- Партизан:

Омеровић, Средојевић, Спасић, Вермезовић, Г. Петрић, Д. Брновић, М. Бајовић, Милојевић (66' Жупић), Шћеповић, Вокри и Вучићевић (72' Батровић) (Тренер: Момчило Вукотић)
- Вележ:

Петрановић, М. Хаџиабдић, И Шишић, (72' Госто), И. Барбарић, Ђурасиновић, Рахимић, Репак, Једвај (69' Черкић), П. Јурић, Карабег, Туце (Тренер: Жарко Барбарић)
| 10. мај 1989.                                                                       |             |           |                                                                        |
| ФК Партизан                                                                         | 6 : 1       | ФК Вележ  | Град: Београд Стадион ЈНА Судија: Бранко Бујић (Бар) Гледалаца: 35.000 |
| Вучићевић 30’ (пен) 34’ · Милојевић 54’ · Вокри 55’ · Вермезовић 59’ · Батровић 78’ | (Репортажа) | Репак 66’ | Град: Београд Стадион ЈНА Судија: Бранко Бујић (Бар) Гледалаца: 35.000 |

Вокри је у Партизану провео три прволигашке сезоне, играо је 55 првенствених утакмица и постигао је 18 прволигашких голова.
То су најлепше три године у мојој каријери, никад нећу моћи да заборавим. О Партизану сам мислио све најбоље и пре него што сам дошао у Београд, а оно што сам доживео било је много лепше од тога. Растали смо се као пријатељи и један сам од ретких који је у иностранство отишао без посредство менаџера. Најдраже трофеј у каријери освојио сам с Партизаном 1989. године, кад смо освојили Куп Југославије, први после 32 године. Били смо сјајна екипа, а дружили смо се и ван терена - изјавио је пре неколико година некадашњи центарфор Приштине, Партизана, Фенербахчеа и француског Нима

### Иностранство
По одласку у иностранство Вокри је играо једну сезону за француски клуб ФК Ним, две године у турском Фенербахчеу, једну сезону у француском клубу Бурже и активну играчку каријеру је завршио такође у француском клубу Монлусону, где је једно време обављао и дужност директора клуба.

## Репрезентација
Вокри је за Фудбалску репрезентацију Југославије играо у периоду од 1984. до 1987. године. Дебитовао је 12. септембра 1984. на пријатељској утакмици против Шкотске, када је и постигао свој први репрезентативни гол. Одиграо је укупно дванаест репрезентативних утакмица и постигао шест голова.

## Приватни живот
После напуштања активне играчке каријере, Вокри је и даље остао у фудбалу. После низа функција по разним клубовима, Вокри је изабран за председника Фудбалског савеза Републике Косово.